# Dina Merrill
Dina Merrill, nome artístico de Nedenia Marjorie Hutton (Nova Iorque, 29 de Dezembro de 1923 – 22 de maio de 2017), foi uma atriz, filantropista e socialite norte-americana.

## Origem
Nedenia Marjorie Hutton nasceu em Nova Iorque, no dia 29 de Dezembro de 1923, filha única da herdeira e multi-milionária Marjorie Merriweather Post e do seu segundo marido, Edward Francis Hutton.
Foi educada na escola "Miss Porter's School" e na universidade "The George Washington University".
Em 1945 estreou-se na Broadway, numa peça de teatro com o nome artístico de Dina Merril. Desde então participou em muitos filmes e séries de televisão.

## Filmografia (parcial)
- Desk Set, com Katharine Hepburn e Spencer Tracy
- The Sundowners
- Don't Give Up the Ship
- Caddyshack II
- I'll Take Sweden, com Bob Hope
- The Young Savages, com Burt Lancaster
- A Nice Little Bank That Should Be Robbed, com Mickey Rooney
- Catch Me If You Can
- Operation Petticoat, com Tony Curtis e Cary Grant (que tinha sido casado com a sua prima Barbara Hutton)
- The Courtship of Eddie's Father, com Glenn Ford e Ron Howard
- Butterfield 8, com Elizabeth Taylor
- A Wedding, com Desi Arnaz Jr. e Carol Burnett
- True Colors, com John Cusack
- The Player, com Whoopi Goldberg
- The Magnificent Ambersons[qual?]

## Vida pessoal

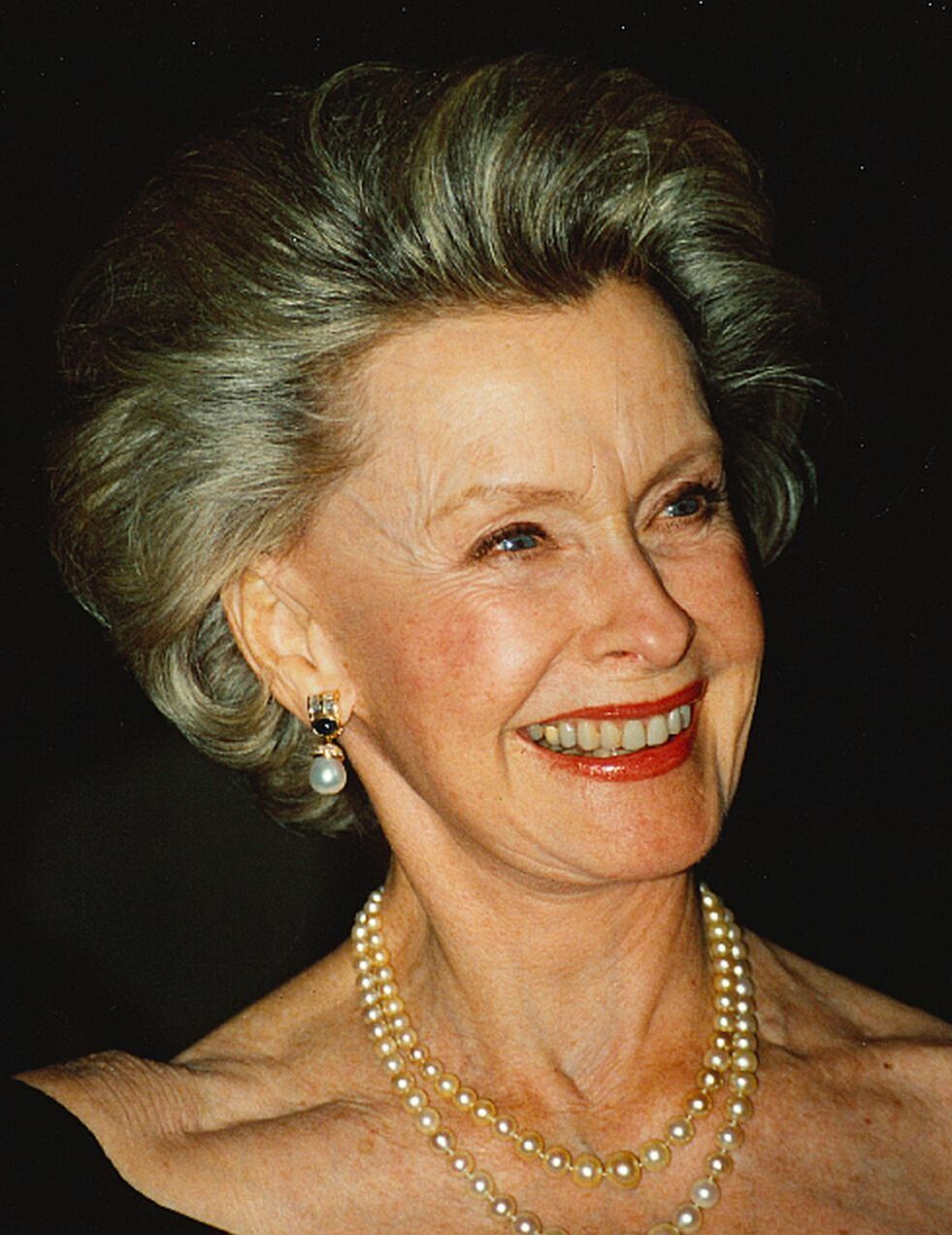

Dina Merrill casou três vezes.
 Seu primeiro marido foi Rumbough M. Stanley, Jr., empresário e herdeiro da fortuna Colgate-Palmolive, (1946, divorciada em 1966). Tiveram três filhos, Stanley Rumbough Hutton, David Rumbough Post (n.1950-m.1973) e Nedenia ("Nina") Colgate Rumbough.
Seu segundo marido foi o actor americano Cliff Robertson (1966, divorciada em 1986), tiveram uma filha, Heather Robertson Merriweather (n. 1969 - m. 2007).
Em 1989, casou com o ex-actor Ted Hartley. Em 1991, Merrill e Hartley fundiram suas empresas, a "Pavilion Communications" com a "RKO", para formar a "RKO Pictures", que detém os direitos autorais dos filmes e da propriedade intelectual da ex-"RKO Radio Pictures".
Merril tem seis netos: Denia e Welyn Craig, David Colgate (Cole), Allegra Hutton, Siena Correios e Kiera Basten Rumbough.
Merrill foi uma importante accionista e directora, durante 18 anos (até 2006), do enorme banco de investimento Lehman Brothers da Wall Street. O banco foi autorizado, pelo Tesouro dos E.U.A., a abrir falência em Setembro de 2008, mergulhando a já problemática economia americana numa recessão acentuada e desencadeando problemas financeiros no mundo inteiro.
Merrill foi citada como um exemplo dos diretores do Lehman Brothers cujos antecedentes não reflectiam  experiência adequada em serviços bancários e financeiros. Este fato foi especificamente citado no depoimento feito, por Nell Minow, da Comissão de Supervisão e Reforma Governo, em 6 de Outubro de 2008, ao Congresso dos Estados Unidos.
Merrill é uma presidente nomeada para o Conselho de Curadores do "John F. Kennedy Center" para as artes do espectáculo, uma administradora da Fundação de Teatro Eugene O'Neill e Vice-Presidente da "New York City Missão Society".